# Габардини G.8
Габардини G.8 (итал. Gabardini G.8) је италијански ловац и авион за обуку. Први лет авиона је извршен 1924. године. 

Кориштени су само за обуку у пилотским школама, а ниједан у РВ Италије.
Највећа брзина авиона при хоризонталном лету је износила 206 km/h.
Распон крила авиона је био 8,34 метара, а дужина трупа 5,55 метара. Празан авион је имао масу од 580 килограма. Нормална полетна маса износила је око 780 килограма. Био је наоружан са два синхронизована митраљеза Викерс калибра 7,7 mm.

## Наоружање
| Наоружање авиона: Габардини    |     |
| Ватрено (стрељачко) наоружање  |     |
| Топ                            |     |
| Митраљез                       |     |
| Број и ознака митраљеза        | 2   |
| Калибар                        | 7,7 |
| Бомбардерско наоружање (бомбе) |     |
| Ракетно наоружање (ракете)     |     |